# Alix Dobkin
Alix Cecil Dobkin (Nueva York, 16 de agosto de 1940 - Woodstock, 19 de mayo de 2021) fue una cantautora de folk estadounidense, escritora de memorias y activista feminista lesbiana. En 1979, fue la primera música feminista lesbiana estadounidense en realizar una gira de conciertos por Europa.

## Biografía
Dobkin nació en la ciudad de Nueva York en una familia judía comunista, llamada así por su tío Alix, quien murió luchando contra los fascistas en la Guerra Civil Española. Se crio entre Filadelfia y Kansas City. Dobkin se graduó en el Germantown High School en 1958 y en el Tyler School of Art con una licenciatura en Bellas Artes en 1962.

## Carrera profesional
Dobkin comenzó su carrera actuando en uncafé de Greenwich Village en 1962. Tocó con grandes como Bob Dylan y Buffy Sainte-Marie.
A partir de 1973, publicó una serie de álbumes, así como un cancionero y realizó giras por los EE.UU., Canadá, Inglaterra, Escocia, Irlanda, Australia y Nueva Zelanda para promover la cultura y la comunidad lésbica a través de la música femenina, de la que es considerada pionera.
Dobkin disfrutó de una audiencia pequeña y devota, ha sido llamada una "leyenda de la música femenina" por Spin Magazine, "concisa" por The Village Voice, "mordaz... inventiva... imaginativa" por New Age Journal, "intransigente" en el New York Times Magazine, y "una alborotadora" por el FBI. Obtuvo una fama inesperada en la década de 1980 cuando comediantes como David Letterman y Howard Stern rastrearon su álbum Lavender Jane Loves Women y comenzaron a reproducir frases de la canción "View From Gay Head" en el aire. Para el siglo XXI, Dobkin había dejado de escribir y grabar material nuevo, pero continuó de gira hasta su muerte, afirmando que había "perdido interés" y que escribir sus memorias había "absorbido toda la creatividad".
En 1977, se convirtió en asociada de la organización editorial estadounidense sin fines de lucro Women's Institute for Freedom of the Press (WIFP). Dobkin fue miembro del Comité Directivo de OLOC (Old Lesbians Organizing for Change).
Sus memorias de 2009, My Red Blood, fueron publicadas por Alyson Books.

### Activismo
Dobkin habló sobre espacios y protecciones exclusivas para mujeres para mujeres lesbianas. Fue muy crítica con la inclusión de mujeres trans en espacios exclusivos para mujeres. En una carta al Centro Nacional por los Derechos de las Lesbianas, en la que afirmó: "Durante más de veinte años, los hombres se han declarado 'mujeres', han manipulado sus cuerpos y luego exigieron el sello de aprobación feminista de las sobrevivientes de la infancia: "mis letras no son 'opresivas' sino que se refieren a aquellas de nosotras que tenemos una niña y un clítoris, y a nadie más". Sus críticas al posmodernismo, al sadomasoquismo, al movimiento por los derechos de las personas transgénero, y a otros movimientos aparecieron en varias de sus columnas escritas, como "Minstrel Blood". Su artículo "El nuevo género del emperador" apareció en la revista feminista fuera de nuestras espaldas en 2000.

## Vida personal
En 1965 se casó con Sam Hood, que dirigía el Gaslight Cafe en Greenwich Village. Posteriormente se trasladaron a Miami y abrieron el club de folk The Gaslight South, aunque regresaron a Nueva York en 1968. Su hija Adrián nació dos años después y al año siguiente el matrimonio se disolvió. Unos meses más tarde, Dobkin se declaró lesbiana, lo que era poco común para una personalidad pública en ese momento. Conoció a su pareja Liza Cowan cuando actuaba en el programa de radio de esta última en Nueva York. Posteriormente, la unión se describió como "amor a primera vista" y las dos mujeres se declararon como pareja e iniciaron una convivencia en 1971, junto a la hija de Dobkin, Adrian.
Dobkin sufrió un aneurisma cerebral el 29 de abril de 2021 y posteriormente fue ingresada en el Centro Médico de Westchester. Le quitaron el soporte vital el 11 de mayo y le dieron de alta el 17 de mayo. Murió en su casa rodeada de su familia el miércoles 19 de mayo de 2021. La causa de la muerte fue diagnosticada como un aneurisma cerebral y un derrame cerebral. En el momento de su muerte, Dobkin vivía en Woodstock, Nueva York. Le sobreviven su hija Adrian, un hermano y una hermana, tres nietos y sobrinas y sobrinos. Se le hizo un homenaje en el verano de 2021.

## Discografía

### Álbumes
- Lavender Jane Loves Women (1973)
- Living with Lesbians (1975)
- Xx Alix (1980)
- These Women (1986)
- Yahoo Australia! Live from Sydney (1990)
- Love & Politics (compilation, 1992)
- Living with Lavender Jane (CD re-release of first two albums, 1998)

## Obras publicadas
- (Not Just A Songbook) (1978)
- Alix Dobkin's Adventures in Women's Music (1979)[22]
- My Red Blood: A Memoir of Growing Up Communist, Coming Onto the Greenwich Village Folk Scene, and Coming Out in the Feminist Movement (2009)[23]